# Marta Pereira da Costa
Marta Pereira da Costa (Lisboa, 9 de Setembro de 1982) é uma guitarrista portuguesa. Foi a primeira mulher a tocar profissionalmente fado na guitarra portuguesa.
Tem raízes em Macau, uma vez que a sua mãe é macaense e o seu avô materno era de Xangai, mas só em Março de 2024 visitou, pela primeira vez, o território por ocasião de um concerto que deu no âmbito do Rota das Letras - Festival Literário de Macau.

## Percurso
Marta começa a tocar piano aos 4 anos de idade. Aos 8 anos estuda guitarra clássica e aos 18 anos aprende a tocar guitarra portuguesa com o também guitarrista Carlos Gonçalves. A partir deste momento começa a apresentar o seu trabalho no "Clube de Fado" em Lisboa. Em 2012, inicia a sua carreira a solo e em 2016 edita o seu primeiro álbum, no qual participaram Rui Veloso, Dulce Pontes, Camané e Richard Bona.
Ao longo do seu percurso enquanto guitarrista acompanhou vários fadistas portugueses como Mariza, Katia Guerreiro, Camané e Carlos do Carmo.
Marta licenciou-se em 2005 em engenharia civil e, além de professora de piano, foi investigadora no Laboratório Nacional de Engenharia Civil.

## Actividade musical
Enquanto intérprete e compositora desenvolve o seu trabalho de guitarrista em diferentes géneros musicais desde o fado, a música portuguesa, o jazz, as mornas cabo-verdianas, o chorinho brasileiro ou a música do mundo.
São várias as suas participações em discos, bandas sonoras e outros eventos musicais:

## Prémios e Reconhecimentos
- 2005 - participa no espetáculo do guitarrista Mário Pacheco que originou o álbum "A Música e a Guitarra - Clube de Fado" considerado um dos dez melhores álbuns daquele ano;[5]
- 2012 - Prémio Amália para o Melhor Álbum atribuído ao álbum "Fados de Amor" no qual participou;[5]
- 2014 - "Prémio Instrumentista" atribuído pela Fundação Amália Rodrigues.[1]
- 2025 - O seu álbum "Sem Palavras" foi nomeado para melhor álbum de fado em 2024, no âmbito dos Prémios Play, Prémios da Música Portuguesa. [8]

## Ligações Externas
- Entrevista de Marta Pereira da Costa a Soraia Simões (Mural Sonoro).
- Site de Marta Pereira da Costa.